# Paramicrocranaus difficilis
Genre
Espèce
Paramicrocranaus difficilis, unique représentant du genre Paramicrocranaus, est une espèce d'opilions laniatores de la famille des Manaosbiidae.

## Distribution
Cette espèce est endémique de l'État d'Amazonas au Brésil. Elle se rencontre vers Benjamin Constant.

## Description
La femelle holotype mesure 5,0 mm.

## Publication originale
- Soares, 1970 : « Novas espécies de opiliões da Região Amazônica (Opiliones, Cosmetidae, Gonyleptidae, Phalangiidae, Stygnidae). » Revista Brasileira de Biologia, vol. 30, no 3, p. 323–338.